# 布萊克霍克鎮區 (伊利諾伊州羅克艾蘭縣)
布萊克霍克鎮區（英語：Blackhawk Township）是位於美國伊利諾伊州羅克艾蘭縣的一個行政鎮區。

## 地方資料
根據2010年美國人口普查的數據，布萊克霍克鎮區的面積為77.20平方千米，當中陸地面積為72.60平方千米，而水域面積為4.60平方千米。當地共有人口9799人，而人口密度為每平方千米126.93人。